# Immersaria
Immersaria Rambold & Pietschm (wnutrzyk) – rodzaj grzybów z rodziny krążniczkowatych (Lecideaceae). Ze względu na współżycie z glonami zaliczany jest do grupy porostów.

## Systematyka i nazewnictwo
Pozycja w klasyfikacji według Index Fungorum: Lecideaceae, Lecideales, Lecanoromycetidae, Lecanoromycetes, Pezizomycotina, Ascomycota, Fungi.
Nazwa polska według opracowania W. Fałtynowicza.

## Niektóre gatunki
- Immersaria athroocarpa (Ach.) Rambold & Pietschm. 1989 – wnutrzyk szorstkoowocnikowy
- Immersaria fuliginosa Fryday 2014[3]

Nazwy naukowe na podstawie Index Fungorum. Nazwy polskie według checklist W. Fałtynowicza.